# Коллинз, Джесси
Джесси Коллинз (англ. Jessie Collins, род. 8 марта 1983) — американская актриса. Она родилась в Сан-Антонио, Техас и в 2005 году обучалась актёрскому мастерству с Джульярдской школе в Нью-Йорке. С тех пор она появилась в более десятка телевизионных шоу, в том числе и снялась в недолго просуществовавших сериалах «Девять» и «Рубикон». В 2007 году она дебютировала на бродвейской сцене в пьесе «Пигмалион». В 2013 году она появилась в нескольких эпизодах сериала NBC «Революция». Коллинз никак не связана с актрисой Джессикой Коллинз.

## Избранная фильмография
| Год       | Название на русском                   | Название на английском         | Роль                  | Примечания                       |
| --------- | ------------------------------------- | ------------------------------ | --------------------- | -------------------------------- |
| 2005      | Говорящая с призраками                | Ghost Whisperer                | Натали Харпер         | Эпизод: «Ghost, Interrupted»     |
| 2006      | Закон и порядок: Преступное намерение | Law & Order: Criminal Intent   | Никки Ньюсом          | Эпизод: «Wrongful Life»          |
| 2006-2007 | Девять                                | The Nine                       | Лиззи Миллер          | Регулярная роль, 13 эпизодов     |
| 2007      | Человек                               | The Man                        | Констанс              | Пилот                            |
| 2008      | Пропажа алмаза «Слеза»                | The Loss of a Teardrop Diamond | Винни                 |                                  |
| 2007-2008 | C.S.I.: Место преступления            | CSI: Crime Scene Investigation | Натали Дэвис          | Второстепенная роль, 3 эпизода   |
| 2009      | Хорошая жена                          | The Good Wife                  | Даниэль Рейнс         | Эпизод: «Home»                   |
| 2010      | Рубикон                               | Rubicon                        | Мэгги Янг             | Регулярная роль, 13 эпизодов     |
| 2010      | Голубая кровь                         | Blue Bloods                    | Бекки                 | Эпизод: «Re-Do»                  |
| 2011      | Закон и порядок: Лос-Анджелес         | Law & Order: Los Angeles       | Лиз Беннет            | Эпизод: «Angel’s Knoll»          |
| 2012      | Доктор Хаус                           | House                          | доктор Элизабет Лосон | Эпизод: «The C Word»             |
| 2012      | В поле зрения                         | Person of Interest             | Эбби Монро            | Эпизод: «Shadow Box»             |
| 2012      | Цель номер один                       | Zero Dark Thirty               | Дебби                 |                                  |
| 2013-2014 | Революция                             | Revolution                     | Синтия                | Второстепенная роль, 10 эпизодов |